# Jürgen Damrau
Jürgen Damrau (* 27. Dezember 1937 in Koblenz) ist ein deutscher Rechtswissenschaftler und ehemaliger Hochschullehrer.

## Leben und Werk
Jürgen Damrau, Sohn von Ilse Damrau, geborene Frodermann, und des promovierten Oberpostpräsidenten Siegfried Damrau. Der Jurist und NS-Funktionär Hans Damrau war der ältere Bruder seines Vaters. 
Er nahm 1957 nach seinem Abitur an der Darmstädter Justus-Liebig-Schule das Studium der Rechtswissenschaften an der Philipps-Universität Marburg auf. 1961 legte er dort sein Erstes Juristisches Staatsexamen ab. Er studierte zudem in Genf und Mainz. 1963 wurde er mit einer von Horst Bartholomeyczik betreuten erbrechtlichen Arbeit von der Universität Mainz zum Dr. iur. promoviert. Nach seinem anschließenden Referendariat legte Damrau 1966 auch sein Zweites Staatsexamen ab und arbeitete in der Folge bis 1977 als Richter am Landgericht Darmstadt. 1974 schloss er parallel zu seiner Tätigkeit in der Justiz seine von Otto Mühl betreute Habilitation ab und erhielt die Venia legendi für die Fächer Bürgerliches Recht, Zivilprozessrecht, Handelsrecht, Internationales Privatrecht und neuere deutsche Privatrechtsgeschichte. 1977 wurde er Professor für Rechtswissenschaft an der Universität Konstanz, wo er bis zu seiner Emeritierung 2001 einen ordentlichen zivilrechtlichen Lehrstuhl innehatte. Er ist Witwer und hat zwei Kinder. Nach seiner Emeritierung war Damrau vorübergehend als Rechtsanwalt tätig.
Sein Forschungsschwerpunkt lag vor allem im Familien- und Erbrecht. Zudem erlangte er in Fachkreisen Bekanntheit durch seine Kommentierungen im Soergel.
Jürgen Damrau wurde während seines Studiums Mitglied der Burschenschaft Teutonia Königsberg-Germania Greifswald zu Marburg (der Teutonia Königsberg hatten bereits sein Vater und sein Onkel angehört) und der Burschenschaft Germania Halle zu Mainz. Als Professor in Konstanz gehörte er zu den Gründern der Burschenschaft Rheno-Alemannia Konstanz.

## Schriften (Auswahl)
- Der Erbverzicht als Mittel zweckmäßiger Vorsorge für den Todesfall. Gieseking, Bielefeld 1966 (zugleich Dissertation).
- Die Entwicklung einzelner Prozessmaximen seit der Reichszivilprozessordnung von 1877. Schöningh, Paderborn 1975, ISBN 3-506-73316-8 (zugleich Habilitationsschrift).
- Wirtschaftsprüfer und vereidigte Buchprüfer als Vermögensverwalter auf vertraglicher Grundlage sowie als Vormund, Pfleger oder Betreuer. O. Schmidt, Köln 1998.
- Pfandleiherverordnung: Kommentar zur Pfandleiherverordnung und zu den allgemeinen Geschäftsbedingungen im Pfandkreditgewerbe. 2. Auflage. Kohlhammer, Stuttgart 2005, ISBN 3-17-018504-7.
- Der Minderjährige im Erbrecht. 2. Auflage. Zerb, Bonn 2010, ISBN 978-3-935079-93-8.
- mit Walter Zimmermann: Betreuung und Vormundschaft: Kommentar zum materiellen und formellen Recht. 4. Auflage. Kohlhammer, Stuttgart 2011, ISBN 978-3-17-012929-0.